# حسن آزاد
حسن آزاد (7 يناير 1994 في باكستان - ) (بالإنجليزية: Hasan Azad)‏ هو لاعب كريكت بريطاني.

## وصلات خارجية
- حسن آزاد على موقع إي آس بي آن كريك إنفو (الإنجليزية)